# Húnaflói

Mappa della baia di Húnaflói, con i fiordi che si diramano e i principali insediamenti.

Húnaflói (in lingua islandese: Baia del cucciolo di orso polare) è una baia situata nel settore nord-occidentale dell'Islanda.

## Descrizione
Húnaflói è una vasta baia situata tra i fiordi occidentali e la penisola di Skagi che ne delimita il confine orientale.
La baia ha una larghezza di circa 45 chilometri e una lunghezza di 80 km. Húnaflói funge da delimitazione tra i territori della regione dei Vestfirðir a ovest e Norðurland vestra a est.

## Suddivisioni
Dalla baia si diramano numerosi fiordi.
A ovest: Steingrímsfjörður, Bjarnarfjörður, Kollafjörður e Bitrufjörður che fanno parte dei fiordi occidentali.
A sud: Hrútafjörður e Miðfjörður. 
A est la penisola di Vatnsnes separa Húnaflói dall'Húnafjörður, dove si trovano i villaggi di Blönduós e Skagaströnd. La sponda meridionale dell'Húnafjörður è delimitata dal cordone litorale di Þingeyrasandur, che separa la laguna di Hóp e Húnavatn da Húnaflói.

## Denominazione
In lingua islandese húnn significa cucciolo di orso polare, mentre flói significa baia. Húnaflói quindi è la baia del cucciolo di orso polare.

## Storia
Secondo il Landnámabók, lo storico libro dei primi insediamenti in Islanda, il colono Ingimundr Þorsteinsson il vecchio, si imbatté in una femmina di orso con due cuccioli bianchi (húna). I cuccioli furono allevati e in seguito portati in dono al re Harald Hårfager. Era la prima volta che i norvegesi vedevano un orso polare.
Il lago di Húnavatn è stato probabilmente il primo posto in cui è stato introdotto il prefisso húna nel nome.

## Vie di comunicazione
La Hringvegur, la grande strada statale ad anello che contorna l'intera Islanda, corre lungo tutto il perimetro della costa all'interno della baia.